# Ѓ
Cette page contient des caractères spéciaux ou non latins. S’ils s’affichent mal (▯, ?, etc.), consultez la page d’aide Unicode.
Guié (capitale Ѓ, minuscule ѓ) est une lettre de l'alphabet cyrillique utilisée dans l'écriture du macédonien et du yazgoulami.

## Linguistique
Le dje est utilisé pour représenter le son d'une consonne affriquée alvéolo-palatale voisée (transcrite par /d͡ʑ/ en API) ou d'une forme palatalisée d'une consonne occlusive vélaire voisée (/gʲ/).
En russe, le guié est utilisé par certains auteurs pour transcrire le he ‹ ה › de l’alphabet hébreu.

## Histoire
La lettre guié dérive de la lettre cyrillique gué ‹ Г, г › dont elle reprend la graphie en lui ajoutant un diacritique.
Une première version des lettres ѓ et ќ, ‹ гʼ › et ‹ кʼ ›, sont utilisées par Krste Misirkov dans За македонцките работи (À propos des affaires macédoniennes) en 1903, et par la suite ‹ г̓ › et ‹ к̓ › dans son magazine Vardar en 1905.

## Représentation informatique
Le guié peut être représenté avec les caractères Unicode suivants :
- précomposé (cyrillique) :

| formes    | représentations | chaînes de caractères | points de code | descriptions                     |
| --------- | --------------- | --------------------- | -------------- | -------------------------------- |
| capitale  | Ѓ               | Ѓ                     | U+0403         | lettre majuscule cyrillique guié |
| minuscule | ѓ               | ѓ                     | U+0453         | lettre minuscule cyrillique guié |

- décomposé (cyrillique, diacritiques) :

| formes    | représentations | chaînes de caractères | points de code | descriptions                                            |
| --------- | --------------- | --------------------- | -------------- | ------------------------------------------------------- |
| capitale  | Ѓ               | Г◌́                    | U+0413 U+0301  | lettre majuscule cyrillique gué diacritique accent aigu |
| minuscule | ѓ               | г◌́                    | U+0433 U+0301  | lettre minuscule cyrillique gué diacritique accent aigu |